# 莫伊瓦伊 (亞利桑那州)
莫伊瓦伊（英語：Moivayi）是位於美國亞利桑那州馬里科帕縣的一個非建制地區。該地的面積和人口皆未知。

## 地理
莫伊瓦伊的座標為32°33′48″N 112°27′32″W / 32.56333°N 112.45889°W，而該地的平均海拔高度為718米（即2356英尺）。